# Nova Trento
Nova Trento – miasto i gmina w Brazylii, w stanie Santa Catarina. Znajduje się w mezoregionie Grande Florianópolis i mikroregionie Tijucas.